# Primo tratto del Fiume Tirino e Macchiozze di San Vito
Primo tratto del Fiume Tirino e Macchiozze di San Vito este o arie protejată (arie specială de conservare — SAC, sit de importanță comunitară — SCI) din Italia întinsă pe o suprafață de 1.294 ha, integral pe uscat.

## Localizare
Centrul sitului Primo tratto del Fiume Tirino e Macchiozze di San Vito este situat la coordonatele 42°16′30″N 13°48′43″E / 42.275°N 13.811944°E.

## Înființare
Situl Primo tratto del Fiume Tirino e Macchiozze di San Vito a fost declarat sit de importanță comunitară în septembrie 2003 pentru a proteja 12 specii de animale. Situl a fost protejat și ca arie specială de conservare în septembrie 2022.

## Biodiversitate
Situată în ecoregiunea mediteraneană, aria protejată conține 12 habitate naturale: Pseudostepă cu ierburi și specii anuale de Thero-Brachypodietea, Pajiști uscate seminaturale și facies de acoperire cu tufișuri pe substraturi calcaroase (Festuco-Brometalia) (* situri importante pentru orhidee), Galerii de Salix alba și de Populus alba, Păduri de stejar alb estice, Cursuri de apă de la nivel de câmpie la nivel montan, cu vegetație Ranunculion fluitantis și Callitricho-Batrachion, Pajiști carstice calcaroase sau bazofile, de Alysso-Sedion albi, Păduri de Quercus ilex și Quercus rotundifolia, Formațiuni de Juniperus communis pe lande sau pajiști calcaroase, Pante stâncoase calcaroase cu vegetație casmofită, Lacuri eutrofice naturale cu vegetație de tip Magnopotamion sau Hydrocharition, Păduri de fag din Apenini cu Taxus și Ilex, Râuri mediteraneene cu debit permanent cu specii de Paspalo-Agrostidion și galerii riverane de Salix și de Populus alba.
La baza desemnării sitului se află mai multe specii protejate:
- păsări (3): pescăruș albastru (Alcedo atthis), sfrâncioc roșiatic (Lanius collurio), ciocârlie de pădure (Lullula arborea)
- amfibieni (1): Triturus carnifex
- mamifere (1): lupul (Canis lupus)
- nevertebrate (3): Austropotamobius pallipes, Coenagrion mercuriale, Osmoderma eremita
- pești (3): cicar (Lampetra planeri), Rutilus rubilio, salmo cettii (Salmo cetti)
- reptile (1): șarpele cu patru dungi (Elaphe quatuorlineata)

Pe lângă speciile protejate, pe teritoriul sitului au mai fost identificate 14 specii de plante, 2 specii de amfibieni, 1 specie de mamifere, 9 specii de nevertebrate, 1 specie de reptile.